# Lynne Cox
Pour les articles homonymes, voir Cox.
Lynne Cox (née en 1957 à Boston) est une nageuse en eau libre sur longue distance Américaine et auteur de livres. 

## Biographie
En 1971, elle-même et les camarades de son équipe ont réussi à être les premières adolescentes à traverser à la nage le canal de Santa Catalina en Californie. Par deux fois (en 1972 et en 1973), elle a battu le record féminin de la traversée de la Manche à la nage. En 1975, elle a été la première femme à vaincre à la nage le détroit de Cook qui sépare les îles Nord et Sud de la Nouvelle-Zélande, alors qu'il est large de 16 km et que sa température n'est que de 10 °C. En 1976, cette athlète extrême a été la première personne à franchir à la nage le détroit de Magellan à la pointe sud du Chili. Elle a franchi ensuite l'Øresund entre le Danemark et la Suède, ainsi que le Skagerrak, entre la Suède et la Norvège, et elle a parcouru une distance de 8 milles dans l'eau autour de Cape Point en Afrique du Sud, où elle devait compter sur le danger des requins, des méduses, et des serpents marins. 
Mais l'exploit qui l'a sans doute rendue le plus célèbre est la traversée le 7 août 1987 du détroit de Béring depuis la Petite Diomède qui appartient à l'Alaska jusqu'à la Grande Diomède à l'époque soviétique et aujourd'hui russe, alors que la température de l'eau n'y est en moyenne que de 4 °C. La performance est d'autant plus remarquable que c'était encore l'époque de la guerre froide. La sportive fut néanmoins félicitée conjointement par Ronald Reagan et Mikhaïl Gorbatchev. 
En 1988, elle a été première femme à traverser à la nage le lac Baïkal, et en 1992, le lac Titicaca. Une autre performance remarquable de sa part a été en 2002, de nager dans l'eau glacée de l'Antarctique. Bien qu'il suffise de cinq minutes à la plupart des gens pour que l'hypothermie affecte leurs fonctions organiques, elle est restée 25 minutes dans l'eau et a franchi à la nage le 1,06 mille qui séparait le navire du port. 
Lynne Cox a publié deux livres. Le premier Swimming to Antarctica a été publié en 2004, le deuxième, Grayson (Le Cri de la baleine), en 2006, et nous parle de la  rencontre d'une jeune nageuse avec le petit d'une baleine grise qui s'est égaré loin de sa mère.

## Sources
- (de) Cet article est partiellement ou en totalité issu de l’article de Wikipédia en allemand intitulé « Lynne Cox » (voir la liste des auteurs).